# Відсаджувальна машина

Відсажувальна машина ВБП-6х4-М

Відсаджувальна машина (рос. отсадочная машина, англ. jig, wash box, jigging machine, jigger; нім. Setzmaschine f) — агрегат для збагачення корисних копалин шляхом відсаджування.

## Загальний опис
Процес відсадки складається зі стадій, що циклічно повторюються:
- розпушення відсаджувальної постелі;
- розділення зерен за швидкістю осадження;
- транспортування матеріалу вздовж решета;
- вивантаження готових продуктів.

Розділення часток в об'ємі пульпи протікає при одночасному поздовжньому переміщенні потоку матеріалу. В основному розділення відбувається в пульсуючому потоці середовища при вертикальних коливаннях постелі і шару матеріалу.

### Історія
В історії гірництва чи не вперше принцип відсадки описаний Георгом Агріколою у 1556 р. у фундаментальній праці «Про гірничу справу та металургію» (De Re Metallica). Г.Агрікола називає цей апарат (аналог відсадки) «Густе сито»:
«Густе сито увійшло у вжиток в рудній справі недавно. Рудний матеріал насипається на нього і просівається в майже заповнену водою діжку. Сито струшують, і від цього струшування рудні частинки, більш дрібні, ніж горошини, падають в діжку, а решта залишаються на ситі. Склад відсіву двоякий — рудний шар знизу, і шар порожньої породи, що займає верхнє положення, бо більш важкі частинки завжди опускаються вниз, а більш легкі піднімаються наверх. Цей легкий шар видаляють лопатою, що являє тонку дощечку майже напівкруглої форми довжиною 1 п'ядь і висотою 1/2 фути. Перш ніж видалити цей легкий шар, зазвичай його розсовують лопатою хрестоподібно, щоб вода могла скоріше в нього проникнути. Потім знову матеріал сиплють на сито і струшують. Коли ж на ситі залишилося багато рудного дріб'язку, його висипають в якесь корито, поставлене поруч.»

## Класифікація
Розрізняють гідравлічні (найпоширеніші) й пневматичні відсаджувальні машини, а також: з нерухомим та рухомим решетом, зі штучною та природною постіллю тощо. На сьогодні відомо близько 90 конструкцій відсаджувальних машин, які відрізняються між собою за цільовим призначенням, принципом роботи привода та розвантажувальних пристроїв, кількістю продуктів, які виділяються (як правило від 1 до 3), крупністю збагачуваного матеріалу тощо.

Типи приводу відсаджувальних машин

За класифікацією відсаджувальних машин, запропонованою українськими вченими, вони поділяються в залежності від виду привода на такі 7 класів:
- з повітряним приводом;
- з діафрагмовим приводом;
- з поршневим приводом;
- з рухомим решетом;
- з лопатевим приводом;
- з повітряним пульсатором;
- з гідравлічним пульсатором (не плутати з Гідравлічний пульсатор Механобра).

За крупністю матеріалу відсаджувальні машини поділяються на машини крупного зерна (понад 6 мм), машини дрібного зерна (0,5-2,5 мм), шламові відсаджувальні машини (0-3 мм).
За цільовим призначенням відсаджувальні машини можуть бути основними та контрольними (для повторного збагачення некондиційного продукту основних відсаджувальних машин). Відсаджувальна машина — це агрегат, до складу якого, крім власне відсаджувальної камери з решетом, входять: привод (найпоширеніші повітряні пульсатори), розвантажувальні пристрої для важких продуктів, зневоднювальні ківшові елеватори для евакуації та одночасного зневоднення важких продуктів. Крім того, до відсаджувальної машини часто входить завантажувально-дешламаційний пристрій. Конструкція відсаджувальної машини має поздовжньо-ступеневу структуру. Кожний ступінь складається з власного решітного відділення, збудника коливань та пристрою розвантаження важкого продукту. Перша з боку надходження вихідного матеріалу ступінь має на вході завантажувальний пристрій, останній ступінь закінчується зливним порогом для легкого продукту. Залежно від виду вивантажуваного важкого продукту ступінь може називатися породним (для вугілля), концентратним (для руди), промпродуктовим (для будь-якого матеріалу).
Відсаджувальна машина — найпоширеніший апарат для збагачення вугілля. Серійні відсаджувальні машини мають площу відсадки від 8 до 24 м², а продуктивність — 120—650 т/год.
Область застосування відсаджувальної машини:
- за крупністю матеріалу 0,074-250 мм,
- за густиною — 1200-15600 кг/м³.

Показники ефективності розділення: а) при крупності збагачуваного матеріалу 13-100 мм Ер = 0,07-0,16; J = 0,10-0,20; б) при крупності збагачуваного матеріалу 0,5-13 мм Ер = 0,08-0,20; J= 0,16-0,25.
В Україні відсаджувальні машини розроблені інститутами «Діпромашвуглезбагачення» та «УкрНДІвуглезбагачення», виготовляються на заводі ім. О. Пархоменка (Луганськ). Одна з найпотужніших вітчизняних машин — ВБП-6х4-М (замість МО424, ОМ-24) має продуктивність до 600 т/год. У світовій практиці для збагачення вугілля використовують відсаджувальні машини продуктивністю 100—1000 т/год.

## Відсаджувальні машини для збагачення вугілля
При збагаченні вугілля повітряно-пульсаційні відсаджувальні машини витиснули машини інших конструкцій. Для збагачення коксівного і енергетичного вугілля використовуються відсаджувальні машини МО-208-1, МО-312-1, МО-318-1, МО-424-1 і МО-636-1, а для збагачення антрацитів — машини ОМА-8 і ОМА-10.
Конструктивні параметри відсадки визначаються головним чином крупністю збагачуваного матеріалу і необхідною продуктивністю процесу, що враховується вибором типу і типорозміру відсаджувальної машини.
Тип відсаджувальної машини визначається родом збагачуваної сировини, крупністю живлення і вимогами до продуктів збагачення. У свою чергу, тип відсаджувальної машини визначає спосіб створення пульсацій у відсаджувальній камері.
Для відсадки кам'яного вугілля застосовують повітряно-пульсаційні (безпоршневі) відсаджувальні машини. Ці машини мають велику площу відсаджувальних решіт і відповідно високу одиничну продуктивність, тому їх доцільно використовувати на фабриках високої і середньої виробничої потужності.
Кількість камер відсаджувальної машині залежить від необхідної кількості продуктів розділення та їх якості.
Спосіб розвантаження важких продуктів також впливає на кінцеву ефективність розділення у збагачувальному апараті. Розвантажувальні пристрої повинні забезпечити видалення з машини такої кількості важких продуктів, яка надходить з вихідним матеріалом, і при цьому не порушувати досягнутого розшарування постелі.
У відсаджувальних машинах типу МО застосовують роторні розвантажувальні пристрої, у машинах типу ОМА — секторні.

## Відсаджувальні машини для збагачення руд
Для збагачення руд серійно випускаються безпоршневі відса-джувальні машини двох типів — ОПМ для відсадки дрібного матеріалу (до 4 мм) і ОПС — для відсадки матеріалу середньої крупності (до 30 мм). Крім того, виготовляється також машина МОБК-8С для збагачення матеріалу крупністю понад 30 мм. Відсаджувальні машини складаються з двох — п'яти камер (секцій) з площею кожної камери 1,25 або 2 м2.
В машинах ОПМ-12 — ОПМ-15 і ОПС-12 — ОПС-24 повітряне відділення розташоване під решетом, в машинах ОПМ-22 — ОПМ-25 — збоку від відсаджувального решета. При бічному розташуванні повіт-ряних камер рівномірність пульсацій в відсаджувальному відділенні зберігається при його ширині не більше 2 м.

## Окремі різновиди відсаджувальних машин
- Пневматична відсаджувальна машина
- Повітряно-пульсаційна відсаджувальна машина
  - Відсаджувальна машина типу МО
- Поршнева відсаджувальна машина
- Діафрагмові відсаджувальні машини
- Відсаджувальні машини з рухомим решетом
- Лабораторна відсаджувальна машина